# Comitato Olimpico della Repubblica Popolare Democratica della Corea
Il Comitato Olimpico della Repubblica Democratica Popolare di Corea (in coreano 조선민주주의인민공화국 올림픽 위원회) è un'organizzazione sportiva nordcoreana, nata nel 1953 a Pyongyang, in Corea del Nord.
Rappresenta questa nazione presso il Comitato Olimpico Internazionale (CIO) dal 1957 ed ha lo scopo di curare l'organizzazione ed il potenziamento dello sport in Corea del Nord e, in particolare, la preparazione degli atleti nordcoreani, per consentire loro la partecipazione ai Giochi olimpici. L'associazione è, inoltre, membro del Consiglio Olimpico d'Asia.
L'attuale presidente dell'associazione è Kim Il-guk, il vicepresidente è Chang Ung, mentre la carica di segretario generale è occupata da Son Kwang-ho.
L'8 settembre 2021 il CIO ha comunicato la sospensione del comitato olimpico nordcoreano per la sua mancata partecipazione ai giochi della XXXII Olimpiade.